# Austin Montego
El Austin Montego es un vehículo familiar del segmento D producido por el grupo británico British Leyland (BLMC) entre 1984 y 1988 bajo las marcas Austin y MG y posteriormente por el grupo Rover sin una marca específica hasta 1995. El Montego unificó las antiguas gamas de Morris y Austin, entonces especializadas en vehículos de propulsión trasera de bajo coste y tracción delantera respectivamente, sustituyendo también junto con el Rover 200-SD3 al Triumph Acclaim de inferior tamaño. En el Reino Unido compitió principalmente con el Ford Sierra y con el Vauxhall Cavalier y en el resto de Europa con vehículos del segmento D de los años 80.

## Diseño y desarrollo
El origen del Montego se remonta a la segunda mitad de los años 70 cuando se da luz verde a la variante LC11 del proyecto "LC10", nomenclatura correspondiente a los proyectos "Leyland Cars" posteriores a la fusión de British Motor Holdings (BMH) con Leyland Motor Co. Así mientras el LC10 se convertiría en el Austin Maestro, futuro sustituto de los Austin Allegro y Austin Maxi, el LC11 debería haber sustituido a los Morris Marina y Austin Princess, aunque finalmente el retraso en su lanzamiento forzó a que estos fueran remozados como Morris Ital y Austin Ambassador, a los que efectivamente sucedió. Cuando por fin se presentó en 1984 también sustituyó indirectamente al Triumph Acclaim basado en el Honda Ballade.
El desarrollo se llevó a cabo de modo puramente pragmático, abandonando las peculiaridades del esquema de tracción delantera issigonis y de la suspensión hidroelástica de sus predecesores, aunque manteniendo el sistema celular que Sir Alec Issigonis implantara en los ADO 15, 16, 17 o 14. Para ello se partiría desde cero, creando una única célula adecuada para el segmento D al que pertenecía el Montego, pero que pudiera ser utilizada también por el Maestro en el segmento inferior mediante el uso de voladizos muy cortos al estilo de los ADO 16 y 14.
Al frente del proyecto LC10 se encontraba Malcolm Harbour, un joven mánager de nuevos productos procedente de la  Specialist Division que englobaba a Rover y Triumph, las marcas de la antigua rival Leyland que no tuvo rubor en abandonar las tradiciones de BMC en favor de soluciones convencionales. Tomando como referente al Volkswagen Golf II -al que superaba en todas las dimensiones-, se utilizaron sus mismas soluciones -transmisión Giacossa y suspensiones convencionales, delantera McPherson y trasera por eje de torsión-, dando lugar a lo que la prensa calificó como el "Golf británico" por su similitud con el modelo alemán.
Sobre la plataforma común dos equipos de diseño separados, al frente de Ian Beech y Roger Tucker diseñarían respectivamente el Maestro y Montego, denominados en esta fase de diseño "LM10" y "LM11" en referencia a la nueva división Light and Medium del grupo. Si la célula tenía un claro aire de familia con el Rover SD1 y el Range Rover, últimos productos de la Specialist Division, en el Maestro se buscó intencionalmente entroncar con el diseño clásico de los Austin Maxi y Allegro, mientras que el retraso en el proyecto del Montego le hizo tener un estilo más propio de los ´80, con prominentes aletas y un capó de diseño aerodinámico en el que los limpiaparabrisas se escondían cuando no estaban en uso. 
Cuando finalmente Roy Axe, procedente del Grupo Rootes fue nombrado director de diseño de Austin Rover en 1982 con el proyecto ya muy retrasado, aprobó sin entusiasmo el diseño de Tucker, aunque añadió sutiles cambios en el perfil plástico de las ventanillas y en el tamaño del pilar C. Hubo además muchas otras mejoras en el Montego que acabarían incorporándose después al Maestro como el nuevo motor SOHC de la serie S, un nuevo salpicadero de aspecto más elegante o una instrumentación digital con sintetizador de voz distinta de la que equipaban los primeros Maestros. 
Fue particularmente exitosa la versión familiar también diseñada por Roy Axe estilizada y con mayor capacidad que sus competidores, incluía dos asientos ocultables para niños dispuestos en sentido contrario

## El mercado
.

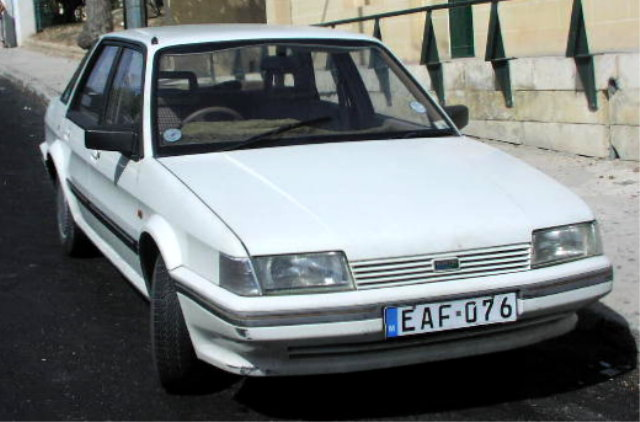
Un Austin Montego en Malta

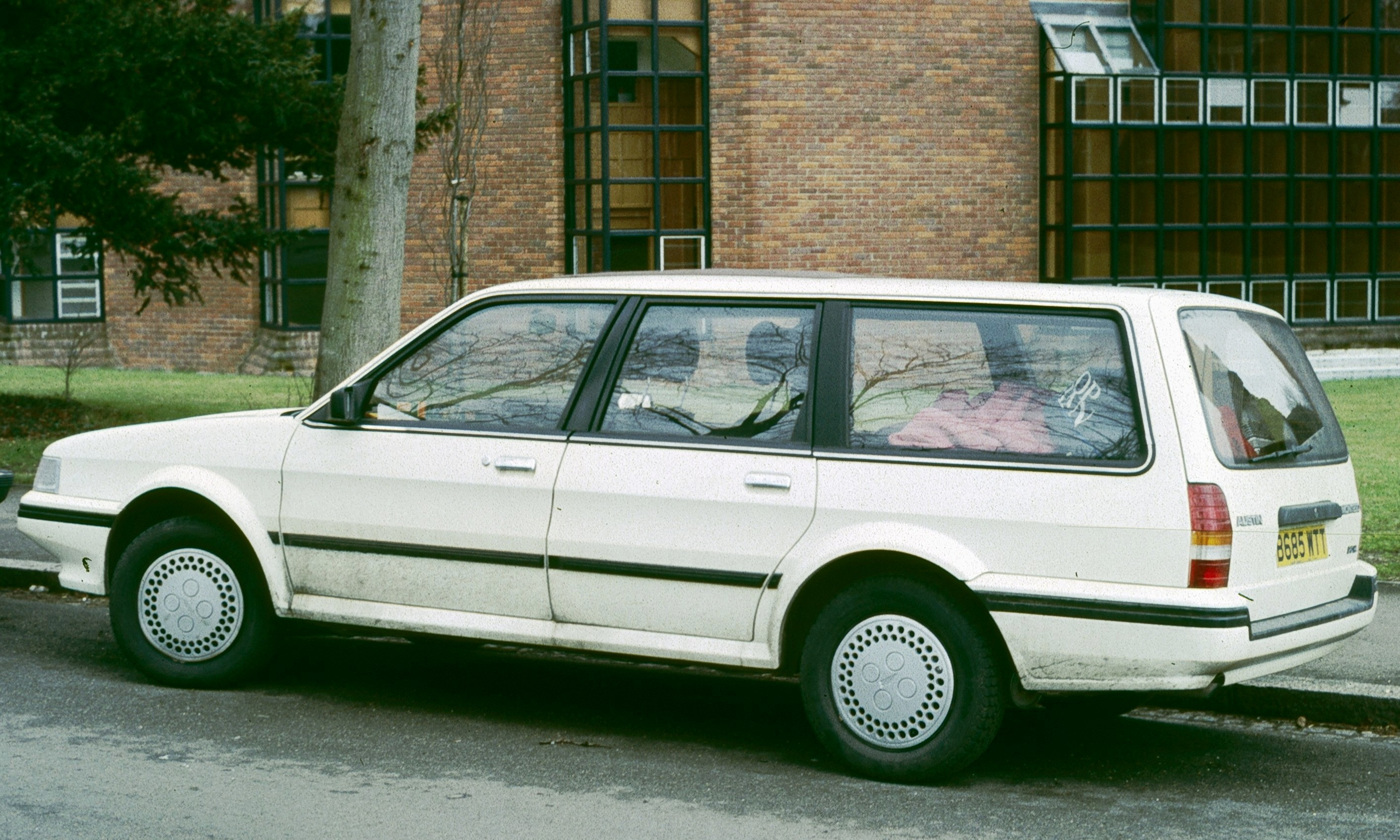
La versión estate se vendió particularmente bien en algunos mercados exteriores como Francia

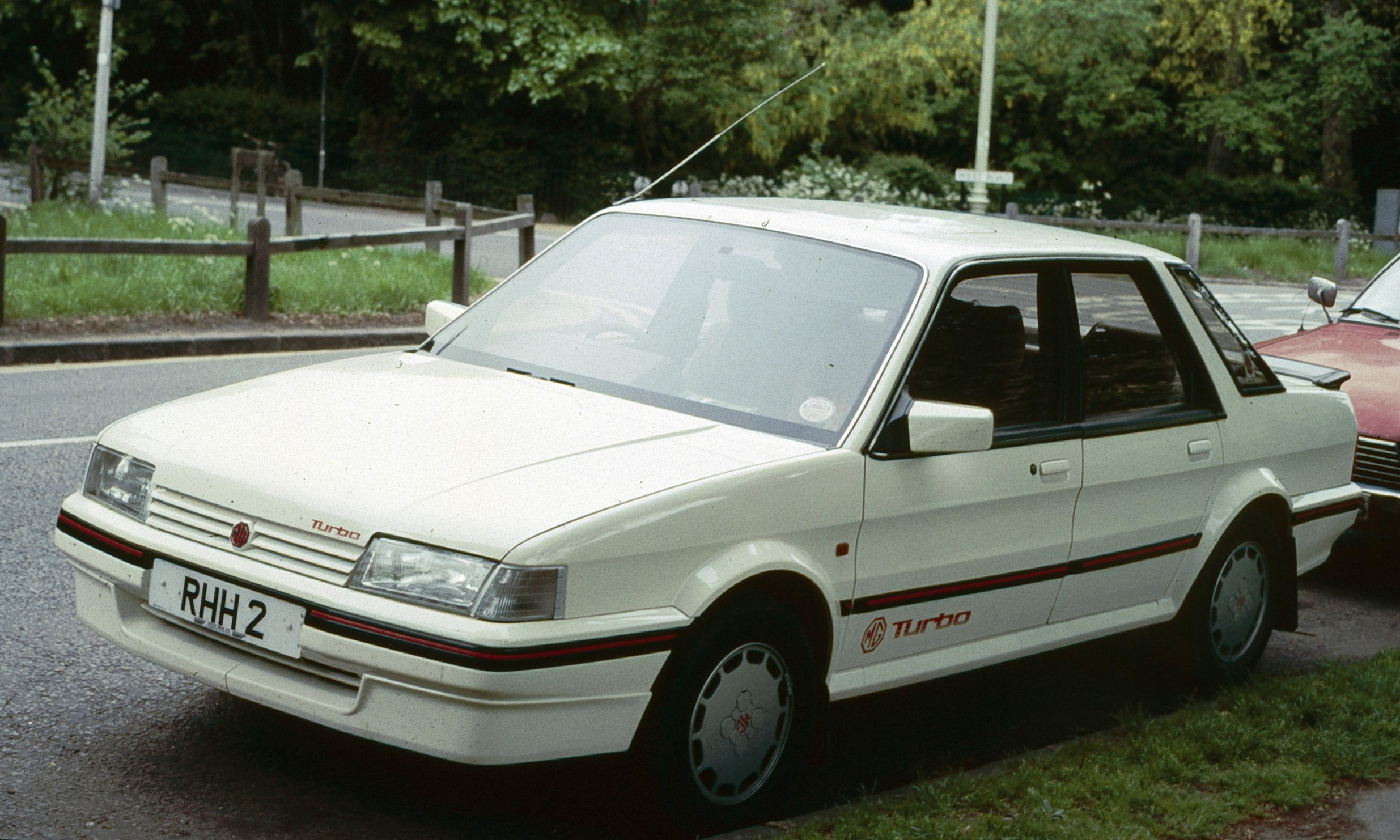
Un Montego turbo bajo la marca MG

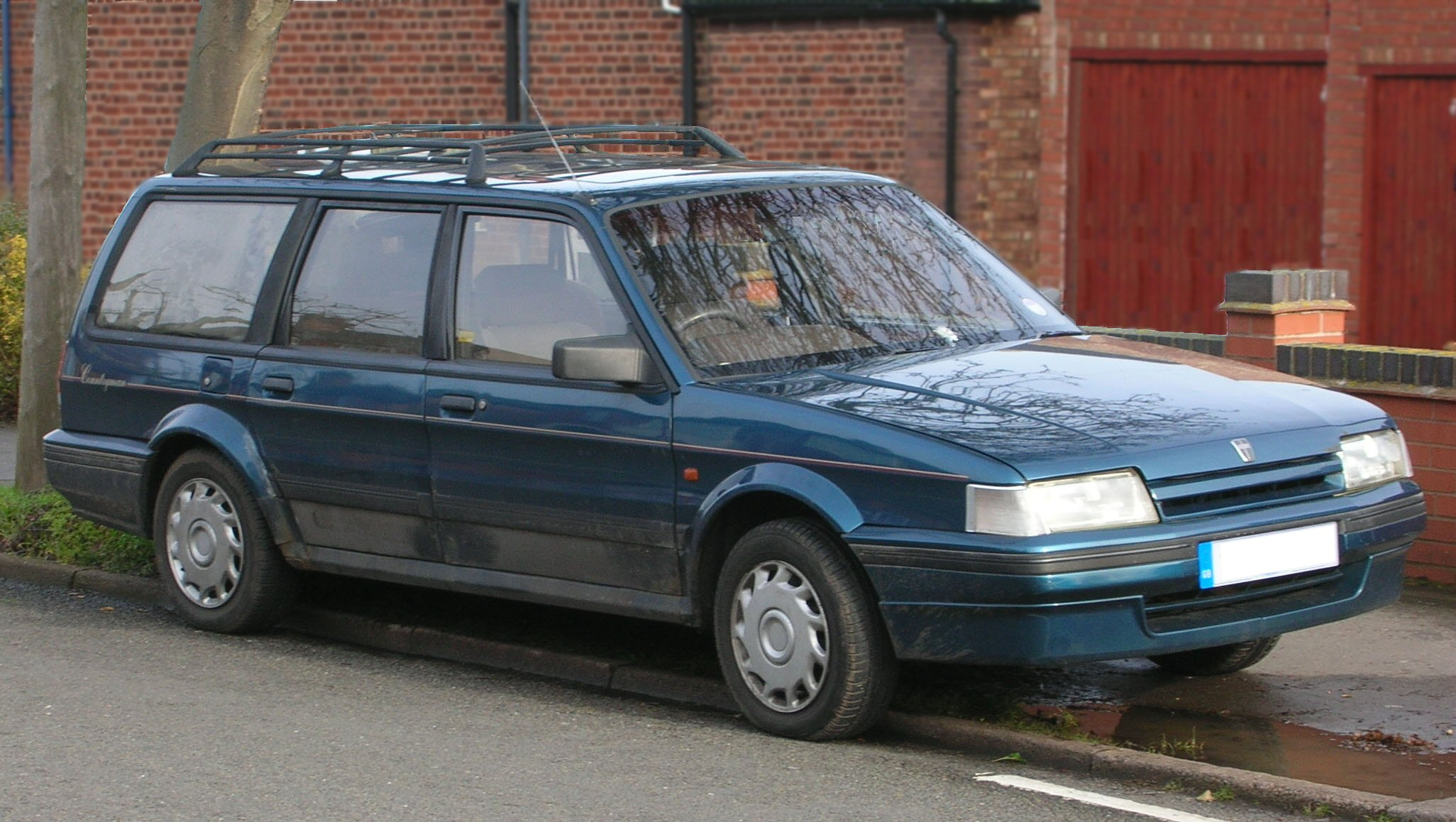
Un Montego estate Countryman de 1993 luciendo en el capó el logo "Montego" similar al de Rover

El Montego fue lanzado el 25 de abril de 1984. Inicialmente disponible como berlina de cuatro puertas llenando el vacío en la gama que había dejado el cese de producción del Morris Ital saloon de cuatro puertas, que continuó vendiéndose en versión estate -familiar de cinco- hasta su sustitución por el Montego estate.
La variante familiar se lanzó en el British Motor Show en octubre de aquel año. La variante MG turbo de 150 cv con una velocidad punta de 203 km/h se presentó en 1985. También ese año aparece la versión Vanden Plas con espejos y ventanas delanteras y traseras eléctricas y tapicería de cuero.
Como el Maestro, el Montego adoleció de un periodo de desarrollo demasiado largo, que estuvo dificultado por la confusión industrial entre las marcas de los grupos British Leyland y Austin Rover durante este periodo, teniendo que competir con el frustrado proyecto SD2 para un Triumph del segmento D derivado del Rover SD1. Para complicar las cosas se decidió modernizar primero la fábrica de Longbridge donde se iba a fabricar el Austin Metro en lugar de la de Cowley, donde se fabricarían los Maestro y Montego pese a que el proyecto del Metro era posterior. Como resultado directo de este retraso, los dos coches perdieron la oportunidad de destacar frente a rivales como los Ford Escort y Ford Taunus/Cortina o los Vauxhall Astra y Cavalier. En el aspecto del Montego además intervinieron varios diseñadores diferentes - David Bache, Roger Tucker y finalmente, Roy Axe lo que contribuyó a su estilo un tanto heterogéneo puesto que la sección central incluidas las puertas es compartida con el Maestro. 
Como muchos modelos de British Leyland, los primeros Montego sufrieron una falta de calidad y fiabilidad que perjudicó su reputación ante el público británico. El empleo de tecnología muy avanzada para su época como las instrumentaciones digitales y parlantes hizo los sistemas muy propensos a irritantes averías, por lo que dejaron de montarse al poco de haberse iniciado la producción del modelo. Otro fallo común en las primeras unidades era la tendencia de los paragolpes pintados a agrietarse al más leve impacto cuando las temperaturas exteriores eran muy bajas.
Con todo, el coche se vendió bien en el Reino Unido y se exportó en cifras respetables a Europa continental. En total se produjeron 546.000 Austin/Rover Montego y 23,000 bajo marca MG, de los que 133.000 fueron vendidos fuera del Reino Unido.

## Técnica
Tanto el Maestro como el Montego se desarrollaron con la vista puesta en sus rivales continentales, superando en cierto modo las características tradicionales de sus predecesores británicos. Frente a los Austin Allegro y Austin Princess referentes evidentes de los nuevos modelos se utilizaron soluciones al gusto de los mercados continentales tales como suspensiones McPherson en el tren delantero y un eje torsional trasero con funciones estabilizadoras incorporadas. Los motores del Montego a diferencia de los utilizados inicialmente en el Maestro fueron el venerable 1.3 serie "A" plus de procedencia Morris Minor con la caja de cambios (4V) en el cárter, el moderno 1.6 "S" con caja de cambios Volkswagen manual (5V) o automática (3V) y el 2.0 serie "O" de carrera larga en variantes con carburador SU gobernado electrónicamente, con o sin turbo e inyección con caja de cambios manual Honda (5V) o automática ZF (4V). Con el restyling del 88 se incluyó el diésel Perkins Prima TD I4, uno de los primeros motores de inyección directa de Europa, desapareciendo el motor de la serie A y pasando todas las cajas de cambios a ser de origen Honda.

## Motores
- 1984–89 - 1275 cc Un-Plus yo4, 68 cv (51 kW) en 5600 rpm y 102 Nm a 3500 rpm
- 1984–93 - 1598 cc S-series, 86 cv (64 kW)
- 1984–93 - 1994 cc O-Series 104 bhp (carburador), 115 bhp (inyección de combustible), y 150 bhp (turbo)[2]
- 1988–94 - 1994 cc Austin/Rover MDi - Perkins Prima TD yo4, 81 caballos (60 kW) hp (60 ) y  lb·ft (157 )